# Ordre du Soleil
Pour les articles homonymes, voir Ordre du Soleil (homonymie).
L'ordre du Soleil (espagnol : la orden El Sol del Peru) est la plus haute décoration honorifique décernée par le Pérou. Elle a été instituée pour la première fois par José de San Martín en 1821, ce qui en fait la plus ancienne distinction civile d'Amérique. Elle récompense les militaires comme les civils ayant rendu des services extraordinaires à la patrie.

## Histoire
Originellement créé par un décret du 8 octobre 1821, le général José de San Martín, alors protecteur du Pérou, cherche à récompenser les services rendus en faveur de l'indépendance contre les royalistes espagnols. L'ordre se divise en trois grades : fondateurs, bienfaiteurs et associés. Les premiers titulaires commencent rapidement à utiliser l'ordre comme un privilège, l'assimilant aux anciens titres nobiliaires décernés par le gouvernement colonial. L'ordre est donc finalement aboli par la loi du 9 mars 1825. La noblesse est définitivement abolie en 1828.
Il a ensuite été rétabli par le président Augusto Leguía, à la veille du centenaire de l'indépendance, par un décret du 14 avril 1921, sous le nom de El Sol del Peru. L'ordre comporte initialement quatre grades : grand-croix, grand-officier, commandeur, et officier ; le grade de chevalier n'est ajouté que plus tard.
Actuellement, il est régi principalement par la loi du 31 août 1923 et les règlements du 6 septembre 1923, légèrement modifiés au fil des ans. L'ordre est décerné aussi bien aux Péruviens qu'aux étrangers.

## Grades
L'ordre comporte six grades :
- Grand collier
- Grand-croix
- Grand officier
- Commandeur
- Officier
- Chevalier

| Rubans des grades |             |               |
| Chevalier         | Officier    | Commandeur    |
| Grand officier    | Grand-croix | Grand collier |

## Insignes
Les insignes de l'ordre se composent d'une médaille représentant un soleil radieux à dix-huit branches. Le médaillon du centre est frappé des armoiries du Pérou, entourées d'un listel émaillé de couleur rouge avec la mention EL SOL DEL PERU en or avec un cartouche émaillé de couleur blanc en bas mentionnant la date de fondation : 1821. Le médaillon est accompagné d'une couronne de laurier émaillée de couleur verte.
La plaque est similaire et le ruban est de couleur violette. Les insignes sont habituellement portés sur la poitrine à gauche.

## Récipiendaires notables

### Péruviens

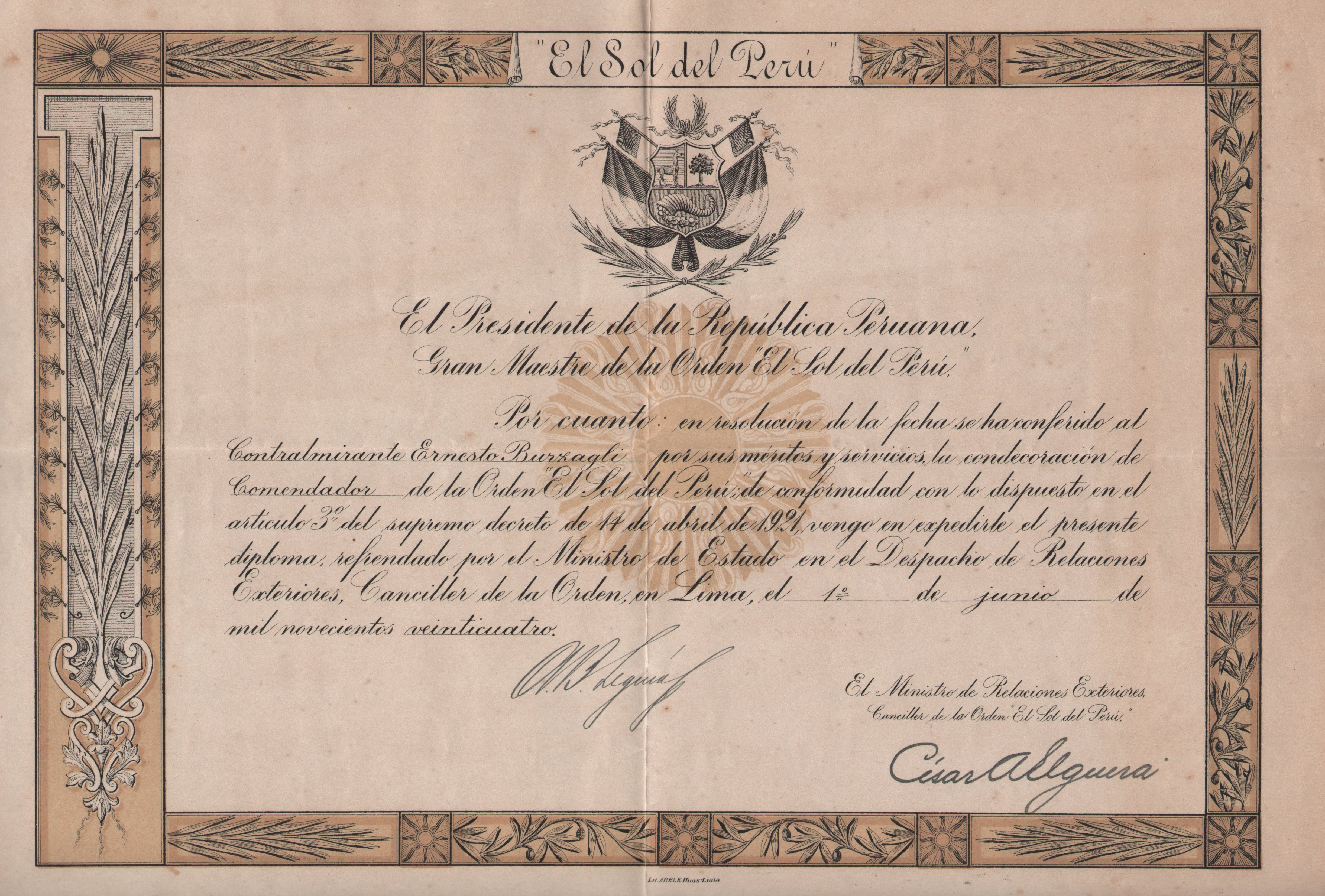
Diplôme de l'ordre datant de 1924

- Manuela Sáenz, patriote (dame, 1821) ;
- Edwin Vásquez, tireur sportif (1948) ;
- Valentín Paniagua, président du Pérou (grand-croix, 1985) ;
- Maria Reiche, archéologue (grand-croix, 1993) ;
- Mario Vargas Llosa, écrivain (grand-collier, 2001) ;
- Luis Solari, ancien président du Conseil (grand-croix, 2003) ;
- Yma Sumac, chanteuse (commanderesse, 2006) ;
- Juan Diego Flórez, ténor (grand-croix, 2007) ;
- Juan Luis Cipriani Thorne, cardinal (grand-croix, 2009) ;
- Luis Castañeda Lossio, maire de Lima (grand-croix, 2010) ;
- José Antonio Chang, ancien président du Conseil (grand-croix, 2010) ;
- Fernando de Szyszlo, peintre (grand-croix, 2011) ;
- Herman Braun-Vega, peintre (grand-croix, 2017) ;
- Luis Bedoya Reyes, ancien maire de Lima (grand-croix, 2011) ;
- Gian Marco, chanteur (grand-officier, 2012) ;
- María Soledad de Nuestra Señora, religieuse (commanderesse, 2016).

### Étrangers
- Edouard VIII du Royaume-Uni, (grand-croix, 1931) ;
- Albert Roper (commandeur, 1891-1969), aviateur et initiateur du Droit aérien international;
- Juana de Ibarbourou, poétesse uruguayenne (1938) ;
- Francisco Franco, caudillo (grand-croix, 1941) ;
- André Malraux, écrivain et ministre français (grand-croix, 1959);
- Elizabeth Bowes-Lyon, reine-mère du Royaume-Uni (grand-croix, 1960) ;
- Elisabeth II du Royaume-Uni (grand-collier, 1960) ;
- Philip Mountbatten, prince consort du Royaume-Uni (grand-collier, 1962) ;
- Haïlé Sélassié d'Éthiopie (grand-croix, 1966) ;
- Pat Nixon, première dame des États-Unis (1970) ;
- Nicolae Ceaușescu, président de Roumanie (grand-croix, 1973) ;
- Léonid Brejnev, (grand-collier, 1978) ;
- Béatrice des Pays-Bas (grand-collier, 1997) ;
- Eduardo Frei Ruiz-Tagle, président du Chili (commandeur, 1999) ;
- Philippe VI d'Espagne (grand-collier, 2004) ;
- Evo Morales, président de la Bolivie (grand-collier, 2007) ;
- Ugo de Censi, prêtre italien (grand-croix, 2007) ;
- Angela Merkel, chancelière fédérale allemande (grand-collier, 2008) ;
- Donald Tusk, président du Conseil polonais (grand-collier, 2008) ;
- László Sólyom, président de la Hongrie (grand-collier, 2008) ;
- Hu Jintao, président de la Chine (grand-collier, 2008) ;
- Lee Myung-bak, président de la Corée du Sud (grand-collier, 2008) ;
- Tarō Asō, premier ministre japonais (grand-collier, 2008) ;
- Lee Hsien Loong, premier ministre singapourien (grand-collier, 2008) ;
- Dmitri Medvedev, premier ministre russe (grand-collier, 2008) ;
- Somchai Wongsawat, premier ministre thaïlandais (grand-collier, 2008) ;
- Plácido Domingo, chef d'orchestre (grand-croix, 2009) ;
- Cristina Fernández de Kirchner, présidente de l'Argentine (grand-collier, 2010) ;
- Rafael Correa, président de l'Équateur (grand-collier, 2010) ;
- Ricardo Martinelli, président du Panama (grand-collier, 2010) ;
- Sebastián Piñera, président du Chili (grand-collier, 2010) ;
- Paul McCartney, chanteur (grand-croix, 2010) ;
- José Mujica, président de l'Uruguay (grand-collier, 2011) ;
- Zahi Hawass, égyptologue (grand-croix, 2011) ;
- Enrique Peña Nieto, président du Mexique (grand-collier, 2014) ;
- Mariano Rajoy, président du gouvernement espagnol (grand-croix, 2015) ;
- Soraya Sáenz de Santamaría, vice-présidente du gouvernement espagnol (grand-croix, 2015) ;
- Manuela Carmena, maire de Madrid (grand-croix, 2015).
- Fabrice Mauriès, ambassadeur de France (2017)